# ماریو بندتی
ماریو اورلاندو هملت هاردی برنئو بندتی فاروگیا (به اسپانیایی: Mario Orlando Hamlet Hardy Brenno Benedetti Farrugia) ‏ (۱۴ سپتامبر ۱۹۲۰ (میلادی) ـ ۱۷ مه ۲۰۰۹) روزنامه‌نگار، شاعر و نویسنده سرشناس اروگوئه ای بود. از او به عنوان یکی از مهمترین نویسندگان ادبیات آمریکای لاتین در قرن بیستم یاد می‌شود.

## زندگی‌نامه
بندتی سال ۱۹۲۰ در یک خانواده مهاجر ایتالیایی در شهر پاسو دلوس توروس در اروگوئه به دنیا آمد. ۱۴ سالش بود که در یک مغازه مشغول به کار شد.
از ۱۵ سالگی به خاطر سرودن شعر و نوشتن داستان وارد حلقه‌های ادبیات آمریکای لاتین شد.
او از جوانی وارد حرفه روزنامه‌نگاری شد و برای چند دهه سردبیر مجلات ادبی و سیاسی بود. بندتی به عنوان منتقد ادبی و سینمایی در روزنامه‌های اروگوئه و دیگر کشورهای اسپانیایی‌زبان کار کرد.

## فعالیت سیاسی
بندتی علاوه بر نویسندگی و شاعری یک فعال سیاسی نیز بود. او تمایلات چپی داشت و از انقلاب کوبا حمایت می‌کرد. در کنار نویسندگانی چون گابریل گارسیا مارکز و ارنستو ساباتو از استقلال پورتوریکو پشتیبانی می‌کرد.
او سال ۱۹۷۱ به تشکیل ائتلاف چپ در اروگوئه به نام جبهه فراگیر کمک کرد تا نظام دو حزبی کشورش را که ۱۵۰ سال حاکم بود، به چالش بکشد.
پس از کودتای نظامی سال ۱۹۷۳ جبهه فراگیر غیرقانونی اعلام شد و مجله ماریو بندتی که مارچا نام داشت، توقیف شد و بندتی به تبعید رفت. او سال‌های تبعید را در بوینوس‌آیرس، لیما، هاوانا و مادرید گذراند.
او ۱۲ سال بعد به اروگوئه برگشت. اما همچنان به زندگی در اسپانیا هم ادامه داد.

## آثار
- زندگی در پرانتز: گزیده شعر ماریو بندتی، ترجمه زهرا رهبانی، گل‌آذین، ۱۳۹۲.
- آتش‌بس (رمان)، ترجمه زهرا رهبانی، گل‌آذین، ۱۳۹۴.
- دُرد قهوه، ترجمه (از اسپانیایی) عطیه الحسینی، انتشارات فرهنگ جاوید، ۱۳۹۵.
- پدرو و کاپیتان، ترجمه از اسپانیایی، مزدک صدر، نشر نی، 1401.